# Fantasyland

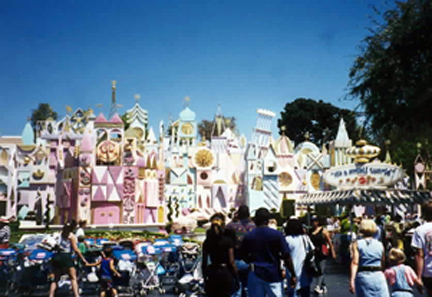
It's a small world in Fantasyland in Disneyland, Anaheim

Fantasyland is een themagebied in de attractieparken Disneyland Park in Anaheim, het Magic Kingdom, Tokyo Disneyland, het Disneyland Park in Parijs, Hong Kong Disneyland en Shanghai Disneyland.
Fantasyland is het sprookjesachtigste themagebied vol klassieke sprookjes en uitbeeldingen van vele Disneyklassiekers. In dit gebied zijn daarom meer kinder- en familieattracties te vinden. Over het algemeen komen in de meeste Disneyparken de volgende attracties in dit themagebied voor:
- Peter Pan's Flight
- Dumbo the Flying Elephant
- it's a small world
- Snow White's Scary Adventures
- Pinocchio's Daring Journey
- Mad Tea Party